# Heo Min-gyeong
Heo Min-gyeong (koreanisch 허민경; * 19. Juni 1996 in Gyeonggi-do) ist eine südkoreanische Squashspielerin.

## Karriere
Heo Min-gyeong spielt seit 2017 auf der PSA World Tour und erreichte bislang fünfmal ein Endspiel. Ihr erstes Finale erreichte sie in der Saison 2021/22 im Juni 2022 in Bendigo. In diesem unterlag sie Akari Midorikawa in vier Sätzen. In der Saison 2022/23 gelang ihr im Juli 2023 jeweils der Finaleinzug bei den Turnieren in Shepparton und Melbourne und verlor beide Male die Finalpartie gegen Yasshmita Jadishkumar mit 1:3 bzw. 2:3. Ihre vierte Finalteilnahme erfolgte in der Saison 2023/24 im Oktober in Brisbane, bei der sie gegen Jessica Turnbull das Nachsehen hatte. Ihre beste Platzierung in der Weltrangliste erreichte sie mit Rang 111 am 22. April 2024. 
2021 gab Heo bei den Mannschafts-Asienmeisterschaften in Kuala Lumpur ihr Debüt für die südkoreanische Nationalmannschaft. Die Mannschaft beendete mit Heo den Wettbewerb auf dem fünften Platz. Ein Jahr darauf gelang Heo mit der Mannschaft bei den Asienmeisterschaften in Cheongju der Halbfinaleinzug, in dem die Südkoreanerinnen der Auswahl Hongkongs mit 0:2 unterlagen. Bei den 2023 ausgetragenen Asienspielen 2022 in Hangzhou gewann Heo mit der Mannschaft die Bronzemedaille, nachdem diese im Halbfinale Malaysia unterlegen war. Im Einzel gelang Heo nach einem Sieg gegen Joshna Chinappa der Einzug ins Viertelfinale. Gegen Sivasangari Subramaniam verlor sie die Begegnung mit 0:3. 2024 gehörte sie bei den Weltmeisterschaften zum südkoreanische Aufgebot.

## Erfolge
- Asienspiele: 1 × Bronze (2022)